# Покровский, Феликс Николаевич
Фе́ликс Никола́евич Покро́вский (род. 1937) — советский и российский учёный, доктор технических наук, профессор; член-корреспондент Академии электротехнических наук РФ.
Автор более 100 научных работ (шесть из них изданы за рубежом), нескольких учебных пособий и монографий. В числе его трудов известные работы — «Материалы и компоненты радиоэлектронных средств», «Экономико–математические методы при конструировании и производстве радиоэлектронной аппаратуры», «Плазменные панели». Также является автором ряда патентов.

## Биография
Родился 14 января 1937 года.
В 1960 году окончил радиотехнический факультет Московского энергетического института. В числе лучших выпускников был приглашен в МЭИ на преподавательскую работу в качестве ассистента на только  организованную кафедру «Конструирование и производство радиоэлектронной аппаратуры», которую на тот момент возглавлял известный специалист и ученый — профессор Фролов Алексей Дмитриевич, который стал учителем для молодого преподавателя.
В 1966 году, после обучения в аспирантуре МЭИ, Покровский защитил кандидатскую диссертацию, в 1968 году был избран на должность доцента.
В 1970—1971 годах он прошел научную стажировку в США: в Джорджтаунском университете (Вашингтон) и Университет Пердью (Уэст-Лафейетт). В 1986 году защитил докторскую диссертацию; с 1988 года по настоящее время – профессор Московского энергетического института. 
Под его научным руководством и непосредственном участии выполнено более десятка научно-исследовательских работ с предприятиями России и некоторых зарубежных стран. Зарекомендовал он себя и как талантливый педагог, вёл все виды учебных занятий — чтение лекций, проведение лабораторных работ и упражнений, руководство курсовым и дипломным проектированием, бакалаврскими и магистерскими работами, руководство аспирантами. В настоящее время Ветеран труда и Ветеран МЭИ профессор Ф. Н. Покровский продолжает участвовать в учебной и научной жизни
кафедры «Формирования и обработки радиосигналов».
За свою научную и педагогическую деятельность был награждён знаком «Отличник высшего образования России» и «Почетным знаком Национального исследовательского университета «МЭИ», а также различными медалями.
Феликс Николаевич обладает  высокой нравственностью и культурой. Он является прихожанином храма Троицы Живоначальной в Конькове, а также членом Приходского собрания храма. Избирался старостой храма, был директором Воскресной школы при храме, участвовал в  миссионерских поездках в Архангельскую область. Супруга Феликса Николаевича – сестра милосердия св. Димитриевского сестричества.